# Jasper Balke
Jasper Balke (* 29. Oktober 1997 in Braunschweig) ist ein deutscher Politiker (Bündnis 90/Die Grünen). Seit dem 7. Juni 2022 ist er Mitglied des Schleswig-Holsteinischen Landtags.

## Leben und Politik
Balke legte 2016 das Abitur an der Hoffmann-von-Fallersleben-Schule in Braunschweig ab. 2016/2017 absolvierte er in Magdeburg ein Freiwilliges soziales Jahr in der Krankenpflege. Ein Studium der Humanmedizin nahm er 2018 mit einem Stipendium der Heinrich-Böll-Stiftung an der Universität zu Lübeck auf.
Im selben Jahr trat Balke der Partei Bündnis 90/Die Grünen bei und schloss sich der Grünen Jugend an. Er war Politischer Geschäftsführer der Grünen Jugend Lübeck und von 2019 bis 2021 Landessprecher der Grünen Jugend Schleswig-Holstein. 2019 wurde er zum Kreisvorsitzenden von Bündnis 90/Die Grünen in Lübeck gewählt.
Bei der Landtagswahl in Schleswig-Holstein 2022 kandidierte Balke auf Platz acht der Landesliste der Grünen und als Direktkandidat im Wahlkreis Lübeck-Süd. Er erhielt 34,4 Prozent der Erststimmen vor Anette Röttger (CDU) mit 27,9 und wurde direkt gewählt. Mit 24 Jahren zog er als jüngster Parlamentarier und als einer von drei Wahlkreisgewinnern seiner Partei in den Landtag ein. Dem Sozialausschuss gehört er als Mitglied und dem Bildungsausschuss als stellvertretendes Mitglied an.